# Wicimice
Wicimice (deutsch Witzmitz) ist ein Dorf in der polnischen Woiwodschaft Westpommern. Das Dorf gehört zur Gmina Płoty (Gemeinde Plathe) im Powiat Gryficki (Greifenberger Kreis).

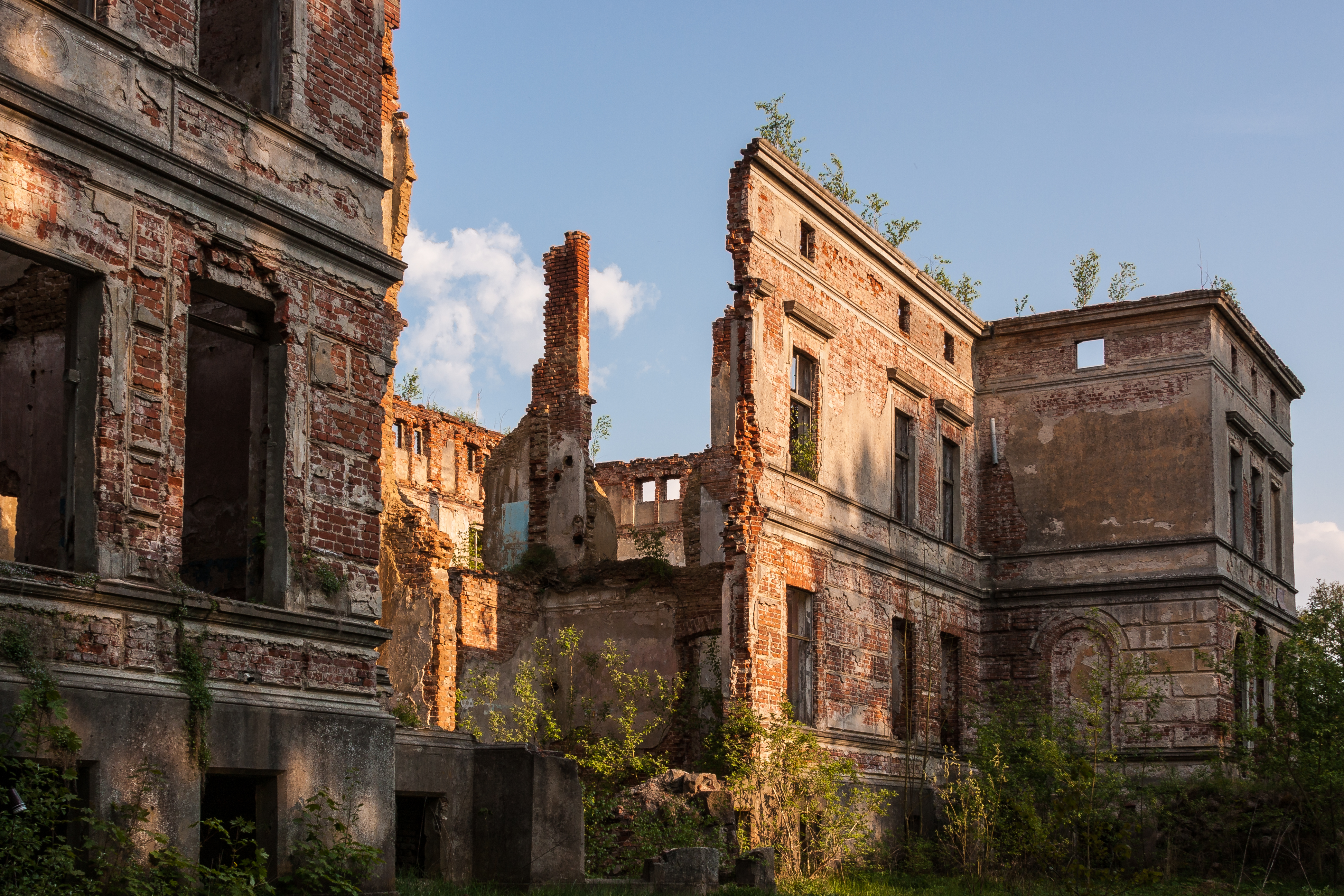
Ruine des Herrenhauses (2009)

## Geographische Lage
Das Dorf liegt in Hinterpommern, etwa 75 km nordöstlich von Stettin und etwa 14 km östlich der Kreisstadt Gryfice (Greifenberg).

## Geschichte
Aus dem Mittelalter stammt ein im Jahre 1865 bei Witzmitz gemachter Fund silberner Münzen, der nach dem Jahre 991 und vor dem Jahre 1002 vergraben worden sein muss.
Am Anfang der 1930er Jahre hatte die Gemarkung der Landgemeinde Witzmitz eine Flächengröße von 24,3 km², und im Gemeindegebiet standen zusammen 72 bewohnte Wohnhäuser an fünf verschiedenen Wohnstätten:
1. Gramhaus
2. Neu Witzmitz
3. Ostenheide
4. Vorwerk Helenenau
5. Witzmitz

Der Gutsbesitz im Ort unterteilte sich in Witzmitz A und Witzmitz B. Entsprechend ist auch die genealogische Aufteilung innerhalb des vor Ort seit 1777 nachgewiesenen Adelsgeschlechts von der Osten. Während zuletzt das Haus Witzmitz A der Familie nur kleinere Güter betrieb und hauptsächlich aktive Offiziere, wie später den Generalleutnant Gerhard von der Osten, hervorbrachte, entwickelte das Haus Witzmitz B eine Gutsbesitzertradition in Witzmitz bis zur Enteignung 1945. Die Nachfahren des Landrates Carl Curt von der Osten (1672–1724) bilden die Familienlinie Witzmitz B. Zum Grundbesitz Witzmitz B gehörten Nebengüter wie Pinnow A und Pinnow C sowie Mühlenbruch, spätestens seit der Zeit des Landrates August von der Osten (1785–1855). Dessen Erbe war sein Sohn Kurt von der Osten (1815–1888), Hauptmann a. D. und Landschaftsrat, verheiratet mit Laura von Gaudecker, dann mit deren Schwester Emma von Gaudecker. Ihm folgte dessen Sohn August von der Osten (1855–1895), der ebenfalls Landrat wurde. Aus seiner Ehe mit Katharina von der Marwitz ging der letzte Grundbesitzer auf Witzmitz B hervor, Karl-August von der Osten (1892–1977). Er war Oberstleutnant und lebte mit seiner Familie in den 1960er Jahren in Bonn, wo er auch starb. 1939 umfasste das Rittergut Witzmitz B einen Umfang von 1133 ha. Davon waren 507 ha Forsten. Es wurde des Weiteren eine Schafsviehzucht unterhalten. Zum Gut gehörte ein großer Landwirtschaftsbetrieb, mit Kartoffel-Saatbau. Es standen 60 Pferde zur Verfügung.
Im Ort Witzmitz gab es noch mehrere Hofbetriebe der Familien H. Adam, H. Bartelt, Anna Koltermann, W. Schnitzke, H. Senges sowie W. Tesch, sämtlich zwischen 21 und 44 ha groß.
Bis 1945 bildete Witzmitz eine Landgemeinde im Landkreis Regenwalde in der preußischen Provinz Pommern des Deutschen Reichs.
Gegen Ende des Zweiten Weltkrieges wurde die Region im Frühjahr 1945 von der Roten Armee besetzt. Anschließend wurde die Region zusammen mit ganz Hinterpommern seitens der sowjetischen Besatzungsmacht der Volksrepublik Polen zur Verwaltung überlassen. Es wanderten nun Polen zu. Witzmitz erhielt den polnischen Namen Wicimice. Die eingesessenen Einwohner wurden in der darauffolgenden Zeit von der polnischen Administration aus Witzmitz vertrieben.

## Söhne und Töchter des Ortes
- Christoph Friedrich von der Osten (1714–1777), Gutsherr auf Witzmitz B, Landrat des Osten- und Blücherschen Kreises
- Leopold von der Osten (1788–1853), preußischer Generalmajor, zuletzt Kommandeur der 2. Kavallerie-Brigade
- Eduard von der Osten (1804–1887), preußischer Generalmajor, zuletzt Adjutant der Generalinspektion des Militär-Erziehungs- und Bildungswesens
- August von der Osten (1855–1895), Gutsherr auf Witzmitz B, Landrat des Kreises Regenwalde
- Erich Hoffmann (1868–1959), deutscher Dermatologe, erfand die Leuchtbildmethode in der Mikroskopie
- Martin Waßmund (1892–1956), deutscher Chirurg, Zahnarzt und Hochschullehrer